# Municipio de Harrison (condado de Harrison, Indiana)
El municipio de Harrison (en inglés: Harrison Township) es un municipio ubicado en el condado de Harrison en el estado estadounidense de Indiana. En el año 2010 tenía una población de 12484 habitantes y una densidad poblacional de 47,45 personas por km².

## Geografía
El municipio de Harrison se encuentra ubicado en las coordenadas 38°11′44″N 86°9′45″O / 38.19556, -86.16250. Según la Oficina del Censo de los Estados Unidos, el municipio tiene una superficie total de 263.08 km², de la cual 262.43 km² corresponden a tierra firme y (0.25%) 0.65 km² es agua.

## Demografía
Según el censo de 2010, había 12484 personas residiendo en el municipio de Harrison. La densidad de población era de 47,45 hab./km². De los 12484 habitantes, el municipio de Harrison estaba compuesto por el 96.72% blancos, el 0.61% eran afroamericanos, el 0.2% eran amerindios, el 0.43% eran asiáticos, el 0.02% eran isleños del Pacífico, el 0.92% eran de otras razas y el 1.09% pertenecían a dos o más razas. Del total de la población el 2.47% eran hispanos o latinos de cualquier raza.